# Londra (film din 2005)
Londra (în  engleză London) este un film dramatic și romantic american din 2005 regizat și scris de Hunter Richards. Din distribuția filmului fac parte Chris Evans, Jason Statham, Jessica Biel, Joy Bryant⁠(d), Kelli Garner⁠(d) și Isla Fisher.

## Intriga
Syd (Chris Evans) primește un telefon de la un prieten care îl anunță că fosta sa iubită London (Jessica Biel) organizează o petrecere înainte să se mute în California cu noul ei iubit câteva zile mai târziu. Syd, care era afectat profund de depresie din momentul în care a aflat că Londra l-a înșelat, se înfurie la auzul acestor vești și își distruge apartamentul. Acesta decide să meargă la petrecere neinvitat alături de Bateman (Jason Statham), bancher și traficant de cocaină.
După ce sosesc la petrecerea din locuința părinților petrecăreței Rebecca (Isla Fisher), Bateman și Syd intră în baie unde încep să consume pe rând cocaină, consumă tequila și discută despre dragoste, sex, Dumnezeu, femei și durere. Pe parcursul nopții și după o cantitate mare de droguri consumate, Bateman îi spune lui Syd să ignore întâmplarea și să-ți trăiască viața.
Acestora li se alătură Maya (Kelli Garner⁠(d)) și Mallory (Joy Bryant⁠(d)) care se prefac interesate de situația lui Syd cu scopul de a obține niște cocaină. Când Syd află că London a sosit, Bateman îl provoacă să iasă din baie și să vorbească cu ea.
După o discuție aprinsă pe parcursul petrecerii, Syd și Londra decid să-și continue conversația în privat. În timp ce se pregătesc de plecare, un conflict fizic are loc între Syd și Bateman pe de-o parte, respectiv ceilalți bărbați prezenți pe de alta. London și Syd urcă în mașina celui din urmă, iar mai târziu întrețin relații sexuale în apartamentul lui London. În scena finală, la aeroport, Syd îi spune lui London că o iubește. Deși această declarație o impresionează, cei doi nu se împacă.

## Distribuție
- Jessica Biel în rolul Londrei
- Chris Evans în rolul Syd
- Jason Statham în rolul lui Bateman
- Joy Bryant⁠(d) în rolul lui Mallory
- Kelli Garner⁠(d) în rolul Mayei
- Isla Fisher în rolul Rebeccăi
- Dane Cook⁠(d)în rolul lui George
- Louis C.K.⁠(d) în rolul terapeului
- Casey LaBow⁠(d) în rolul Dominatrix
- Kat Dennings⁠(d) în rolul Lilly
- Antonio Muñoz în rolul Killer in a Dream